# RIPEMD-160
RIPEMD-160 é um algoritmo de hash de 160 bits idealizado por Hans Dobbertin, Antoon Bosselaers, e Bart Preneel. É usado como uma substituição segura das chaves de 128 bits MD4, MD5 e RIPEMD